# Brett Dutton
Brett Dutton, född den 18 november 1966, är en australisk tävlingscyklist som tog OS-brons i lagförföljelsen vid olympiska sommarspelen 1988 i Seoul.